# 村井親長
村井 親長 （むらい ちかなが、承応元年（1652年） - 宝永8年4月4日（1711年5月21日）） は、加賀藩年寄。加賀八家村井家第5代当主。
父は加賀藩年寄村井長朝。養子は村井長堅。通称は藤十郎、出雲。官位は従五位下・豊後守。本姓は平氏（桓武平氏）。家紋は「丸ノ内上羽蝶」。

## 生涯
承応元年（1652年）、村井長朝の子として生まれる。明暦2年（1656年）、父の死去により4歳で家督相続する。
寛文11年（1671年）、父の遺領を全て相続することを許され、知行1万6500石となる。貞享4年（1687年）、東山天皇即位式の祝賀使を務めた。元禄2年（1689年）、人持組頭となる。藩主前田綱紀により、七手頭（本多家、長家、前田土佐守家、前田対馬守家、奥村宗家、奥村分家）に村井家を加えられ八家（加賀八家）となる。八家は、年寄を輩出する藩内最高の家格と定められた。元禄14年（1701年）7月、金沢城代となる。宝永5年（1708年）、従五位下・豊後守に叙任される。
宝永8年（1711年）没、享年60。家督は養子の長堅が相続した。